# Tecopango
Tecopango är en ort i Mexiko.   Den ligger i kommunen Zongolica och delstaten Veracruz, i den sydöstra delen av landet, 250 km öster om huvudstaden Mexico City. Tecopango ligger 510 meter över havet och antalet invånare är 140.
Terrängen runt Tecopango är kuperad åt nordost, men åt sydväst är den bergig. Tecopango ligger nere i en dal. Runt Tecopango är det ganska tätbefolkat, med 222 invånare per kvadratkilometer. Närmaste större samhälle är Cuichapa, 13,9 km norr om Tecopango. I omgivningarna runt Tecopango växer i huvudsak städsegrön lövskog.